# 水戸啓明高等学校
水戸啓明高等学校（みとけいめいこうとうがっこう）は、茨城県水戸市千波町にある私立高等学校。元は水戸短期大学（2012年に閉校）の附属校であり、近隣の私立水戸英宏中学校（学校法人緑丘学園）と連携型中高一貫教育をおこなっている。通称「啓明（けいめい）」。2012年春に水戸短期大学附属高等学校から名称変更した。
全てのコースにおいて、課題探求型学習を取り入れており、難関国公立大学への入学から就職まで、幅広くサポートしている。
部活動の面では、柔道部、アイスホッケー部、男子バレーボール部をはじめとする多くの部活で全国大会への常連校、または県内の強豪校となっている。サッカー部、野球部、アイスホッケー部にはそれぞれ部の管理する寮が存在する。

## 設置学科
- 普通科
  - 特進Gコース
  - 特進フロンティアコース
  - 特進文理選抜コース
  - 特進文理コース
- 商業科
  - 人間経済コース

## 事故・訴訟
2009年8月、同校剣道部合宿中2日目、1年生男子部員が朝6時からの練習中に体調不良を訴えるも、午後からの練習に参加。掛かり稽古の最中に幾度も転倒したが、部員らの暴行によって立たされ稽古を続行、練習終了後に意識不明に陥り、口から泡を吹いて意識混濁になっている生徒に上級生が気づき、顧問に伝えるもそのまま放任、息子の様子を見に来ていた母親が応急処置を行い緊急要請。12時間後、搬送先の病院にて熱中症が原因による死亡。
2012年、水戸地方裁判所にて死亡部員生徒の両親が同高運営の学校法人田中学園と教諭を相手取り、計約9200万円の損害賠償を求める訴訟。茨城県水戸警察署は教諭を業務上過失致死で書類送検、同地検により不起訴処分。
2016年3月、水戸地裁で遺族と学校の和解が成立。

## 主な卒業生

### スポーツ
- 小澤英明（元アルビレックス新潟）
- 本間幸司（水戸ホーリーホック）
- 鏑木享（元FC東京）
- 塩田仁史（元浦和レッズ）
- 金久保順（元水戸ホーリーホック）
- 田向泰輝（徳島ヴォルティス）
- 石川大地（ロアッソ熊本）
- 田辺陽太（水戸ホーリーホック）
- 佐藤響（京都サンガF.C.）
- 内田優晟（水戸ホーリーホック）
- 平田海斗（ラインメール青森FC）
- 鴨志田貴司（元読売ジャイアンツ、オリックス・バファローズ、現在は茨城アストロプラネッツ投手コーチ）
- 春田剛（元中日ドラゴンズ、同校野球部監督）
- 會澤翼（広島東洋カープ）
- 杉本昌都（元横浜ベイスターズ： 育成枠）
- 荻野順二（王子イーグルス）
- 保田克也（プロボクサー、WBOアジアパシフィックライト級王者）

### その他
- 加藤万里奈（口笛奏者）
- 海老澤佳奈（タレント）
- 黒沢かずこ（森三中、お笑いタレント）

## 系列校
- 水戸短期大学（併設校）※2012年3月31日廃校
- 水戸葵陵高等学校（姉妹校）
- EIKOデジタル・クリエイティブ高等学校（姉妹校・学校法人緑丘学園）
- 水戸英宏中学校（連携校・学校法人緑丘学園）
- 水戸英宏小学校（学校法人緑丘学園）
- 愛宕幼稚園（学校法人緑丘学園）
- 平須幼稚園（学校法人緑丘学園）